# Kamen (Alemania)
Kamen (pronunciación alemana: ˈkaːmənⓘ; en bajo alemán Kaomen) es una ciudad alemana perteneciente al distrito de Unna, situado en la región de Arnsberg dentro del estado federado de Renania del Norte-Westfalia. Forma parte además de la Región del Ruhr. En 2011 contaba con una población de 44 217 habitantes.

## Núcleos de población
La ciudad se organiza a un nivel administrativo inferior mediante una división en 6 distritos.
| Nombre       | Superficie |
| ------------ | ---------- |
| Kamen-Mitte  | 10,6 km²   |
| Methler      | 12,6 km²   |
| Heeren-Werve | 10,1 km²   |
| Südkamen     | 2,8 km²    |
| Derne        | 2,5 km²    |
| Rottum       | 2,3 km²    |
| Total        | 40,9 km²   |